# Magomed Abdusalamov
Magomed Abdusalamov est un ancien boxeur russe né le 25 mars 1981 à Makhatchkala.

## Carrière
Il est forcé de prendre sa retraite le 2 novembre 2013 après un match face au cubain Mike Perez, à cause de graves lésions cérébrales. Aujourd'hui, il n'est plus capable ni de parler, ni de s'exprimer.